# سانفره
سانفره (به ایتالیایی: Sanfrè) یک کومونه در ایتالیا است که در استان کونیو واقع شده‌است. سانفره ۱۵٫۴ کیلومتر مربع مساحت و ۲٬۶۰۲ نفر جمعیت دارد.